# Jerry Yang (Unternehmer)

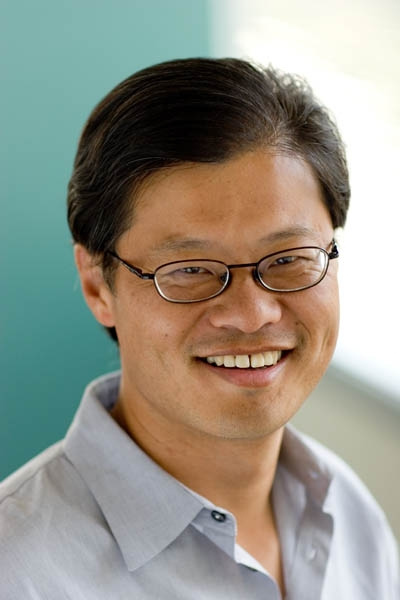
Jerry Yang (2010)

Jerry Yang Chih-Yuan (chinesisch 楊致遠 / 杨致远, Pinyin Yáng Zhìyuǎn, Pe̍h-ōe-jī Iông Tì-oán; * 6. November 1968 in Taipeh, Taiwan) ist Mitbegründer und ehemaliger CEO des Internetdienstes Yahoo, an dem er 3,6 Prozent der Aktien hielt. (Stand 2012)
Yang kam zusammen mit seiner Mutter und seinem jüngeren Bruder als Halbwaise im Alter von zehn Jahren nach San José, Kalifornien. Er besuchte als Schüler die Piedmont Hills High School, studierte danach an der Stanford-Universität Elektrotechnik und erhielt dort seinen Bachelor und Master of Science. Dort lernte er auch David Filo kennen, mit dem zusammen er im April 1994 das Internetverzeichnis Jerry and David´s Guide to the World Wide Web erstellte. Ein Jahr darauf gründeten die beiden rund um diesen Suchdienst die Firma Yahoo, die im April 1996 als eines der ersten reinen Internetunternehmen an die Börse ging und während des Internet-Booms sehr schnell an Wert gewann.
Als Terry Semel am 18. Juni 2007 von seinem Posten als CEO bei Yahoo zurücktrat, übernahm Yang diese Position, die er schon einmal innehatte. Am 18. November 2008 trat Yang als CEO zurück, stand dem Aufsichtsrat allerdings noch als Berater zur Seite; Yangs Nachfolge als CEO bei Yahoo trat am 13. Januar 2009 Carol Bartz an. Am 17. Januar 2012 trat Yang von allen Ämtern bei Yahoo sowie den asiatischen Tochtergesellschaften zurück, um sich anderen Aufgaben außerhalb Yahoos zu widmen.  
1997 heiratete Yang die japanischstämmige Amerikanerin Akiko Yamazaki, eine Anthropologin. Seit 2006 sitzt er auch im Kuratorium der Universität Stanford. Der Milliardär lebt bei San Francisco und gilt als leidenschaftlicher Golfer.